# Allocapnia ozarkana
Allocapnia ozarkana is een steenvlieg uit de familie Capniidae. De wetenschappelijke naam van de soort is voor het eerst geldig gepubliceerd in 1964 door Ross.